# Jorel Decker
Jorel "J-Dog" Decker é um dos integrantes da banda de rock estadunidense Hollywood Undead.

## Biografia

### Vida pessoal
Jorel Decker nasceu em Los Angeles, Califórnia em 1 de maio de 1984. Sua mãe era, como J-Dog descreve, "uma hippie" e seu pai era um motorista de caminhão, tal qual insistiu para que Jorel seguisse sua mesma profissão.
Conheceu seu futuro companheiro de banda, Johnny 3 Tears, quando era mais jovem. Mas eles não gostaram um do outro quando se conheceram.
Cresceu com Deuce e saía regularmente com o irmão mais velho de Charlie Scene, Jake Terrell.
Seu primeiro interesse musical foi aos 13 anos, quando sua mãe o levou para ver um concerto ao vivo da banda britânica The Who e isso o motivou a começar a fazer música e também a tocar baixo.
Não frequentava a escola e não fez faculdade. Nunca foi realmente "instruído" por seus pais, devido a desaprovação de sua mãe para com a rede pública de ensino.
Durante sua adolescência Jorel queria estar em uma gangue, então saía com alguns membros. Eventualmente, seus pais o mandaram embora para um centro de detenção do Novo México para passar o tempo longe da violência das gangues e da natureza de Los Angeles. Seu pai, eventualmente, começou a trabalhar no reformatório pois sua família não tinha condições de paga-los. Quando perguntado sobre a vida lá, Jorel afirmou: "Eu odiava isso na época, mas, em retrospecto, depois que eu saí de lá eu percebi que realmente salvou minha vida." Ele ficou no centro de detenção por um ano. Depois que saiu, começou a tocar em várias bandas, alguns dos quais seus futuros companheiros de banda do Hollywood Undead estavam presentes.
Sua última banda foi a "The Kids", que começou inicialmente como um projeto com seus amigos Deuce e Jeff Phillips. Logo a banda passou a se chamar Hollywood Undead, com Jorel sendo o único membro fundador remanescente.
Em 2 de maio de 2015, ficou noivo de sua namorada de longa data Vanessa James no palco do Carolina Rebellion e em 5 de novembro de 2016, oficializaram o casamento.

## Carreira musical

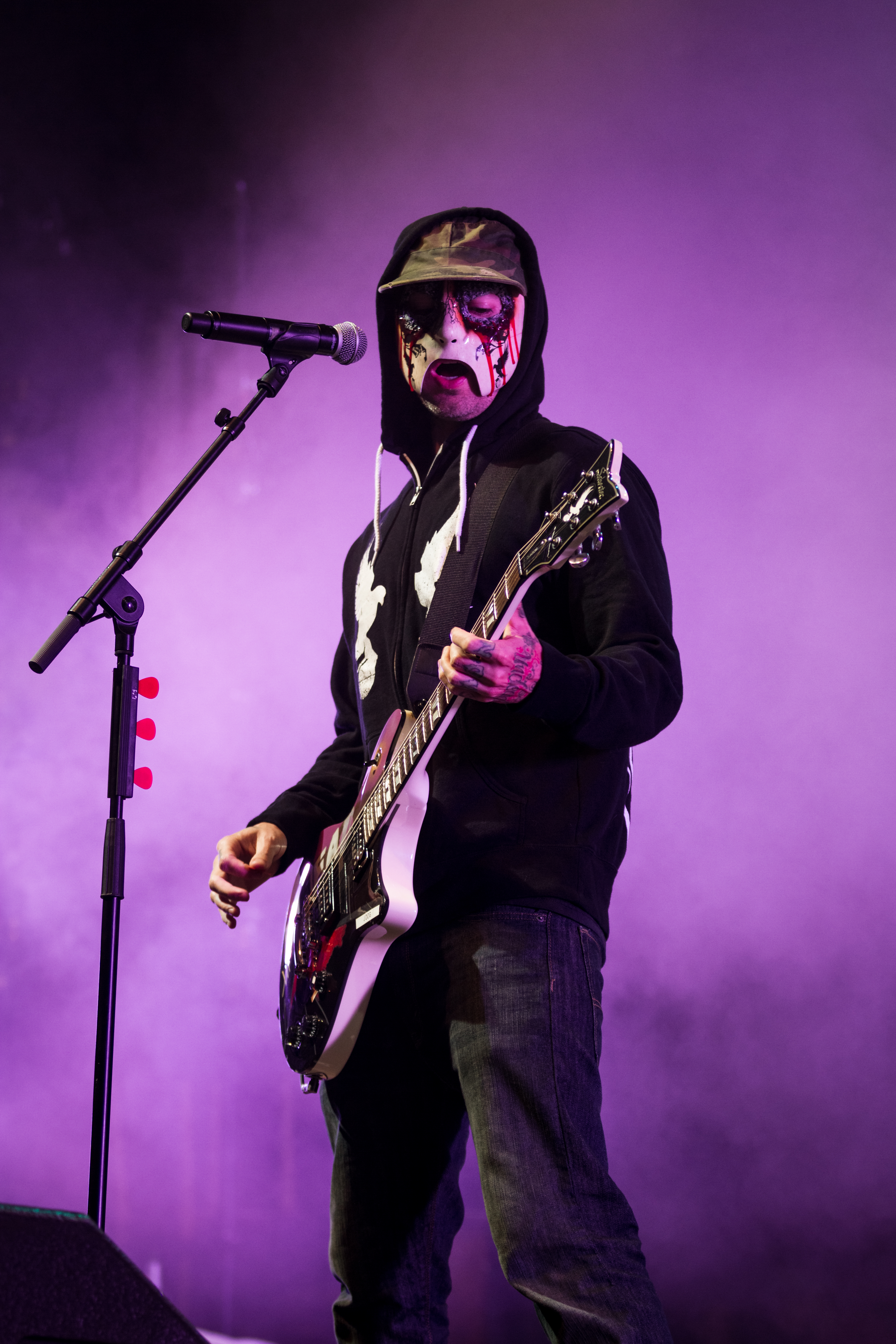
J-Dog no Rock am Ring em 2015

### Hollywood Undead
J-Dog toca a maioria dos instrumentos para a banda, desde guitarra, baixo, teclado, sintetizadores e até mesmo bateria.
Ao criar sua máscara, encontrou uma nota de dólar ao lado dela e assim ficou no desenho.
Muitas das músicas mais agressivas da banda é ele quem escreve. Suas letras são sobre morte, problemas de amor, pensamentos mais fortes, e violência. Em certas ocasiões, mais comumente em canções mais antigas, ele canta sobre festas e mulheres.
Suas canções favoritas da banda são "Hear Me Now", "Been To Hell", "S.C.A.V.A.", "Outside", "Day of the Dead", "Usual Suspects", "War Child" e "Nobody's Watching".

## Máscaras
A mascara de J-Dog em 2006 era uma máscara de goleiro branca básica com sangue escorrendo para fora de seus olhos e uma nota de 1 dólar que cobria sua boca. Havia também pequenas borboletas em torno da máscara.

### Swan Songs
A máscara é branca mantendo suas características anteriores. Seus olhos e nota de 1 dólar agora tinham diferentes manchas de sangue. O sangue dos olhos escorria para a nota de 1 dólar. Sua máscara foi inspirada no design de Louis Vuitton, misturando com suas iniciais.

### American Tragedy
A máscara é branca e mais uma vez tem padrões sobre ela, embora desta vez com uma cor cinza mais claro. A máscara tem menos sangue, queimaduras aparentemente as substituíram. Em vez de sangue escorrendo, a máscara tem cicatrizes. As queimaduras ao redor dos olhos brilham na cor vermelha. A nota de 1 dólar agora é personalizada com um rosto especial.

### Notes from the Underground
A máscara é branca, assim como as outras. Ela ainda apresenta os padrões como sua máscara anterior, mas agora eles são verdes e mais visível. A máscara tem ainda o laranja brilhante e cinzento e marcas de queimaduras de cigarro sobre os olhos. A grande diferença é que a máscara agora se parece com uma máscara de gás com duas latas sobre ela. Não há nenhuma nota de 1 dólar, apenas um sinal de dólar. Sua máscara agora tem O Olho Que Tudo Vê na testa e acima pode-se ler "Hollywood Undead" em vez de "Novus Ordo Seclorum".

### Day of the Dead
Agora a máscara é bege em vez de branco. As latas de gás se foram, substituídas por dois dos "Dove and Grenade", mascote da banda. O sinal de dólar permaneceu, mas agora é preto. O padrão queimado ao redor dos olhos, parece como se tivessem queimado e transformado-se em cinzas, dando-lhes a aparência de cinzas de cigarro. Sangue transparente também escorre dos olhos, como sua máscara em Swan Songs. "Undead" está agora escrito no topo da máscara acima do Olho Que Tudo Vê. Como a maioria de suas máscaras, este caracteriza algum tipo de padrão também. Na testa e no nariz há veias, que parecem ser as "raízes" do Olho Que Tudo Vê.

### V
Como a maioria dos membros da banda, J-Dog também substituiu sua máscara por uma cromada. A máscara em si é de uma cor, enquanto seu cifrão e o padrão de sangue usam a cor secundária de um determinado padrão. Há também uma marca em forma de triângulo em sua testa, uma reminiscência da pirâmide de suas máscaras anteriores.
J-Dog tem uma máscara vermelha com sangue branco e um cifrão branco, uma máscara prateada com sangue azul e um cifrão azul e uma máscara preta com sangue dourado e um cifrão dourado.

## Discografia

### Com Hollywood Undead
- 2008 Swan Songs
- 2010 American Tragedy
- 2013 Notes from the Underground
- 2015 Day of the Dead
- 2017 Five
- 2020 New Empire, Vol. 1

## Colaborações
Gwen Pain & Loki
- Chicken Coop

Monsta Squad
- Countdown